# قارچ‌های زنگاری سیستوباسیدیومایستس
قارچ‌های زنگاری سیستوباسیدیومایستس(نام علمی: Cystobasidiomycetes) نام یک گونه از زیرشاخه قارچ‌های زنگاری است.